# You Want It Darker (nummer)
You Want It Darker is een nummer van de Canadese zanger en dichter Leonard Cohen. Het nummer verscheen op zijn gelijknamige album uit 2016. Op 21 september van dat jaar werd het nummer uitgebracht op single. Het was de laatste single die verscheen tijdens het leven van Cohen, die op 7 november 2016 overleed.

## Achtergrond
"You Want It Darker" is het titelnummer van het laatste album dat werd uitgebracht tijdens het leven van Cohen. In het nummer lijkt hij zich klaar te maken voor zijn naderende overlijden. Zo is een belangrijke zin uit het nummer: "I'm ready, my Lord" ("Ik ben er klaar voor, mijn Heer"). Op de achtergrond is gezang te horen van kantor Gideon Zelermeyer en het koor van de Congregation Shaar Hashomayim, een synagoge uit Westmount, de geboortestad van Cohen.
Bij de Grammy Awards in 2018 won Cohen voor "You Want It Darker" postuum de categorie "Best Rock Performance". Het was de tweede keer op een rij dat deze categorie postuum werd gewonnen; in 2017 ging de prijs naar "Blackstar" van David Bowie. Na het overlijden van Cohen kwam het nummer in een aantal hitlijsten terecht; zo behaalde het in Canada de 73e positie, terwijl het in de Nederlandse Single Top 100 voor een week genoteerd was op 19 november 2016 op plaats 76.
"You Want It Darker" kwam voor in de trailer van het computerspel Assassin's Creed Origins uit 2017. Daarnaast werd het gebruikt in afleveringen van de televisieseries Peaky Blinders, Tin Star, Billion, Exit en American Gods, terwijl het in de Britse dramaserie Black Earth Rising dient als openingsthema.

## NPO Radio 2 Top 2000
| Nummer met noteringen in de NPO Radio 2 Top 2000 | '16  | '17 | '18 | '19 | '20 | '21 | '22 | '23 | '24 |
| ------------------------------------------------ | ---- | --- | --- | --- | --- | --- | --- | --- | --- |
| You Want It Darker (nummer)                      | 1407 | 698 | 811 | 793 | 951 | 986 | 952 | 956 | 944 |

1. ↑  Een vetgedrukt getal geeft de hoogste notering aan.
2. ↑  2016 was het eerste jaar met een notering voor dit nummer.